# Magnetische Drehwaage
Die magnetische Drehwaage ist eine Drehwaage mit einem der Coulombdrehwaage sehr ähnlichem Prinzip. Wie bei anderen magnetischen Waagen werden bei ihr durch Magnetfelder induzierte Kräfte bestimmt. Sie besteht aus einem an einem Torsionsfaden befestigten kleinen länglichen Probemagneten; dabei muss der Torsionsfaden, genauso wie bei einer Coulombdrehwaage, an einem Spiegel befestigt und mit einer kalibrierten Mess-Skala versehen werden, mit der man das entstehende Drehmoment messen kann. Mit ihrer Hilfe konnte das magnetische Kraftgesetz gefunden werden, dass mathematisch die gleiche Form wie das Coulombgesetz hat.
Die erste magnetische Drehwaage wurde bereits 1784 von Charles Augustin de Coulomb konstruiert. Nachfolgende Weiterentwicklungen wurden zur Bestimmung der magnetischen Eigenschaften von Stoffen (zum Beispiel die magnetische Suszeptibilität) und zur indirekten Sauerstoffmessung in Gasen verwendet.
Siehe auch: Gravitationswaage